# La Complainte du sentier (roman)
La Complainte du sentier (Pather Panchali) est un roman de l’écrivain indien de langue bengali Bibhutibhushan Bandopadhyay (Bibhouti Bhoushan Banerji en français) publié en 1929. 
Le roman a été adapté au cinéma, sous le même titre, par Satyajit Ray en 1955.

## Résumé
Le roman raconte l'enfance d'Apou, un fils de brahmane, pauvre habitant un village du Bengale, et est largement autobiographique. Il ne s'agit pas d'un récit linéaire : tout au contraire, la narration est très hachée et ne cesse de passer d'un sujet ou d'un personnage à l'autre, s'attardant sur des notations visuelles ou sensorielles, donnant un effet à la fois impressionniste et cinématographique peu familier au lecteur occidental. À noter que la traduction française, tout comme le film de Satyajit Ray, ne comprend pas les derniers chapitres de la version originale bengalie à propos de l'installation de la famille d'Apu à Bénarès.

### La fin d'Indir Thakroun (chapitres 1 à 6)
Au début du roman, le personnage principal est la vieille Indir, une veuve misérable qui tente de se faire héberger par la famille de son vague parent Harihar, un pandit qui, après avoir longtemps erré pour son apprentissage, est revenu vivre au village de Nischindipour avec sa femme Sarvajaya. Indir a épousé très jeune un brahmnane koulin qu'elle n'a vu que « deux ou trois fois » dans sa vie. Indir passe beaucoup de temps avec la fille de Harihar et Sarvajaya, Dourga, qui apprécie beaucoup ses histoires et ses chansons. Mais Sarvajaya ne peut supporter la vieille femme et l'expulse régulièrement de la maison. À la naissance d'Apu, sa sœur Dourga lui chante aussitôt les chansons de la vieille Indir : « Une fois que sa mère eut quitté la chambre quelques jours plus tard, la fillette se prit à bercer son frère en lui chantant quantités de chansons. Aussitôt les souvenirs de tant de soirées passées avec sa tante lui revinrent en mémoire et elle se mit à pleurer. Que de chansons chantait la tante ! ». Finalement, la vieille femme, laissée entièrement seule à l'exception de Durga qui la cherchait sans relâche, mourut de faim dans la rue.

### Les enfances de Dourga et Apou (chapitres 7 à 15)
Le récit reprend « quatre ou cinq ans » plus tard. Il suit Apou dans sa découverte du monde et tout d'abord des environs immédiats de sa maison, Dourga dans ses maraudes à la recherche de tout ce qui se mange dans la nature foisonnante qui les entoure : « Dourga entra dans la maison. Elle revenait d'on ne sait où. Ses pieds étaient couverts de poussière ; au-dessus de son front une mèche ébouriffée se dressait de quatre doigts. Elle passait son temps à vagabonder. Elle ne jouait guère avec les autres enfants de son âge. Sur quel buisson avaient mûri des baies, sur quel arbre de quel jardin étaient apparues des mangues, sous quel bambou y avait-il des jujubes douces, elle savait tout cela sur le bout du doigt. ». À la recherche aussi de tout ce qui brille, ce qui cause un grave esclandre avec sa mère lorsqu'elle est convaincue (par la faute d'Apou) du vol d'un collier de verre par une voisine. Leur mère Sarvajaya a bien du mal à faire tourner le ménage avec le peu que gagne Harihar et rêve de se sortir de cette situation par n'importe quel moyen (lorsque Dourga découvre dans la forêt un verre de lustre, elle croit comme elle qu'il s'agit d'un diamant). Les difficultés et les conflits constants de Dourga avec sa mère et le voisinage rapprochent la grande sœur et son petit frère qui l'accompagne souvent dans ses vagabondages toujours plus loin de la maison (ils sont pris sous un violent orage au chapitre 12). 
Harihar finit par mettre son fils à l'école qui a lieu l'après-midi autour d'un vieux maitre pour qui la trique est « le seul instrument pédagogique en usage ». Mais Apou s'y fait et profite surtout des innombrables histoires que viennent raconter au maitre ses amis de passage. Tout est prétexte à l'évasion : « Un jour, il se passa quelque chose à l'école qui fut dans sa vie une expérience nouvelle. Cette après-midi-là, comme personne n'était venu on ne raconta pas d'histoire, on travailla. Apou lisait son manuel. Le maitre dit alors : « Prenez vos ardoises et écrivez une dictée ». » La dictée décrit un pays montagneux et lointain. « Il ne parvenait ni à l'exprimer ni à l'expliquer mais il savait ; il avait l'impression, très souvent que, deux ans auparavant, le jour de la pouja de Saraswati, quand il était allé voir le geai bleu dans le champ de la fabrique, il avait aperçu, ce jour-là, le long du terrain un sentier qui s'en allait au loin. Des deux côtés, que d'oiseaux, de plantes, de buissons inconnus ! Ce jour-là il avait contemplé longtemps ce chemin. Mais il n'avait pas réussi à savoir où il s'en allait au-delà du champ. ». 
« Cette fois-ci au moment de partir en tournée, Harihar emmena son fils avec lui. « Il ne trouve rien à manger chez lui, dit-il. En voyage au moins le lait, le beurre clarifié feront du bien à sa santé » ». Ainsi commence le long chapitre 15 qui raconte cette tournée du père, première occasion pour Apou de quitter le village et d'atteindre enfin la voie de chemin de fer qu'il avait tenté une fois d'aller voir avec Dourga. Arrivés chez un riche disciple de Harihar, ils sont généreusement accueillis et Apou goûte pour la première fois à la vie confortable des brahmanes aisés et il est fasciné par une jeune fille, Amla, qui n'est pas très sensible à son affection.

### Niren et Dourga (chapitres 16 à 20)
C'est alors qu'une famille de voisins vaguement parents, déjà entrevue dans les chapitres précédents, passe au premier plan. Dans cette famille dirigée par Annada Ray, dont la jeune belle-fille (amie de Dourga) est martyrisée par son mari Gokoul et sa terrible belle-sœur, arrive un neveu étudiant à Calcutta, Niren, en séjour à Nischindipour pour s'assurer que Annada ne va pas outrepasser ses droits sur les terres de son père à l'occasion de la levée du cadastre. La « femme de Gokoul » (on ne la connaitra pas autrement) sympathise immédiatement avec cet étudiant sympathique et rêveur et a l'idée de le marier à Dourga. Les deux jeunes gens se rencontrent et se plaisent : « Niren n'avait auparavant jamais bien regardé Dourga. Il n'avait vu à personne une aussi belle expression dans le regard sauf à Apou son frère. On aurait dit que la douceur fraiche et sombre des rangées de manguiers secrets à la lisière du village reposait à moitié assoupie dans ses deux grands yeux. L'aube ne s'y était pas levée ; l'obscurité nonchalante d'une fin de nuit l'enveloppait encore. ». Sarvajaya rêve déjà du futur mariage quand une grave dispute entre Annada Ray et Niren (qui a couvert l'envoi d'argent par la femme de Gokoul à son frère) provoque le départ définitif de celui-ci. Quelques jours plus tard, une voisine bat violemment Dourga devant témoins car elle l'accuse d'avoir volé une boite en or : « Dourga abasourdie sortit de la maison sous les regards de tous les enfants présents. « Elle n'a pas avoué pourtant, dit l'un d'eux. Tu vois ça ? Elle n'a pas versé une larme. » ».

### La fin de Dourga (chapitres 21 à 25)
Les chapitres 21 et 22 content le passage d'une troupe de yatra au village à l'occasion d'une fête et de l'émoi que cela cause à Apou qui se lie d'amitié avec un jeune acteur, Ajay, et se voit proposer de repartir avec la troupe qui a remarqué son talent pour le chant. Aux chapitres 23 et 24, Harihar est parti en tournée et ne donne aucune nouvelle ni n'envoie d'argent. Sarvajaya a de plus en plus de mal à nourrir ses enfants et Dourga est frappée par le paludisme. « Peu après elle bâilla. Elle savait que c'était le signe avant-coureur de la fièvre. Pourtant, elle se raisonna. « Qu'est-ce que ça peut faire si je bâille ? On bâille comme ça, pour rien. La fièvre ne reviendra pas. » Peu à peu le froid la gagna. L'envie lui vint de s'asseoir au soleil. Mais sans y aller elle se consola en pensant que l'impression d'avoir froid était tout à fait normale. Cela n'avait aucun rapport avec la fièvre. Mais rien n'y fit. Avant que le soleil ne disparût la fièvre vint. Elle alla s'asseoir au soleil en cachette de peur que sa mère ne s'en aperçut. Elle était désespérée, et se dit : « La fièvre est venue parce que j'y pensais. Ce n'est pas vraiment de la fièvre. » ». Après de nombreux jours de pluie et une tempête qui manque d'emporter la maison, Dourga meurt quelques jours avant le retour de son père qui, après une longue errance misérable, avait réussi à obtenir les quelques roupies nécessaires à la survie de son ménage.

### Le départ (chapitres 26 à 28)
« Le temps passa rapidement. L'hiver aussi prit fin. Depuis la mort de Dourga, Sarvajaya pressait constamment son mari de les emmener loin de ce village. Harihar avait beau essayer un peu partout, il n'arrivait à rien. Sarvajaya avait maintenant abandonné tout espoir. ». Pendant ce temps, Apou découvre avec passion la littérature grâce à la bibliothèque d'une maison voisine et se lie avec Rani, la jeune fille qui y habite et qui le pousse à écrire pour elle. Mais les parents d'Apou ont décidé d'aller s'installer à Bénarès et les deux derniers chapitres content (en plus d'un rapide séjour d'Apou dans un village voisin où il est touché par le malheur et la joie d'une petite fille, Goulki) l'adieu au village et le déchirement que c'est pour Apou qui a l'impression en même temps d'abandonner son enfance et sa sœur.

## Adaptation cinématographique
- 1955 : La Complainte du sentier (titre original : bengali : পথের পাঁচালী, "Pather panchali"), film indien réalisé par Satyajit Ray